# Операція «Чорний Принц»
Операція «Чорний Принц» також відома як «Тор Шезада» (англ. Operation Tor Shezada) — операція розпочалася 30 липня 2010 британськими військами за підтримки афганської армії проти бойовиків Талібану в провінції Гільменд (Афганістан).

## Операція
Метою операції є витіснення бойовиків з м. Саєдебад, що в провінції Гільменд, які мають підтримку місцевих жителів.
В операції брали участь британські військові 1-го батальйону полку Герцога Ланкастера разом з 3-ю Бригадою 215-го Корпусу Афганської армії.
Операція розпочалася рано вранці 30 липня 2010 року під прикриттям темряви. Операція в перші дні була успішною для військових. Забезпечено стратегічний пункт операції — Саєдебад. В м. Саєбад була організована Шура де старійшини плем'я підтримали військових. Потім розпочалися розмінування доріг.
Після операції «Чорний Принц» планувалося відбудова шкіл і клінік в м. Саєдебед за допомогою «Груп щодо відновлення провінцій» (англ. Provincial Reconstruction Team).

## Наслідки
В м. Саєдебад за допомогою місцевих жителів був виявлений завод з виготовлення саморобних вибухових пристроїв. Після того як будівля була зачищена від бойовиків, британські війська увійшли в середину де виявили і знешкодили вибухові пристрої прямо на місці.